# Сенегал на Олимпијским играма
Сенегал се први пут појавио на Олимпијским играма 1964. године и од тада Сенегал није пропустио не једне Летње олимпијске игре.
Сенегал је једна од малобројних држава са екваторијалних простора која је слала своје спортисте на Зимске олимпијске игре. Прво учешће сенегалских спортиста на Зимској олимпијади је било 1984. године и од тада Сенегал је још четири пута слао своје представнике на зимске олимпијаде. Представници Сенегала закључно са Олимпијским играма одржаним 2010. године у Ванкуверу су освојили само једну олимпијску медаљу и то бронзану у атлетици на играма у одржаним 1988. године у Сеулу.
Национални олимпијски комитет Сенегала (Comité National Olympique et Sportif Sénégalais) је основан 1961. а признат од стране Међународног олимпијског комитета 1963. године.

## Медаље

### Освојене медаље на ЛОИ
| Учешће и освојене медаље Сенегала на ЛОИ |                     |        |      |      |        |       |        |        |        |      |
| ЛОИ                                      | Носилац заставе     | Учешће | Муш. | Жене | спорт. | Злато | Сребро | Бронза | Укупно | Ранг |
| 1964. Токио                              |                     |        |      |      |        | 0     | 0      | 0      | 0      |      |
| 1968. Мексико Сити                       |                     |        |      |      |        | 0     | 0      | 0      | 0      |      |
| 1972. Минхен                             |                     |        |      |      |        | 0     | 0      | 0      | 0      |      |
| 1976. Монтреал                           |                     |        |      |      |        | 0     | 0      | 0      | 0      |      |
| 1980. Москва                             |                     |        |      |      |        | 0     | 0      | 0      | 0      |      |
| 1984. Лос Анђелес                        |                     |        |      |      |        | 0     | 0      | 0      | 0      |      |
| 1988. Сеул                               |                     |        |      |      |        | 0     | 1      | 0      | 1      |      |
| 1992. Барселона                          |                     |        |      |      |        | 0     | 0      | 0      | 0      |      |
| 1996. Атланта                            |                     |        |      |      |        | 0     | 0      | 0      | 0      |      |
| 2000. Сиднеј                             |                     |        |      |      |        | 0     | 0      | 0      | 0      |      |
| 2004. Атина                              |                     |        |      |      |        | 0     | 0      | 0      | 0      |      |
| 2008. Пекинг                             |                     |        |      |      |        | 0     | 0      | 0      | 0      |      |
| 2012. Лондон                             |                     |        |      |      |        | 0     | 0      | 0      | 0      |      |
| 2016. Рио де Жанеиро                     |                     |        |      |      |        | 0     | 0      | 0      | 0      |      |
| 2020. Токио                              |                     |        |      |      |        |       |        |        |        |      |
| 2024. Париз                              |                     |        |      |      |        |       |        |        |        |      |
| 2028. Лос Анђелес                        | предстојећи догађај |        |      |      |        |       |        |        |        |      |
| 2032. Бризбејн                           | предстојећи догађај |        |      |      |        |       |        |        |        |      |
| Укупно                                   |                     |        |      |      |        | 0     | 1      | 0      | 1      |      |

### Освајачи медаља на ЛОИ
| Бр. | Медаља | Име           | Игре       | Спорт    | Дисциплина                | Ж | М |
| --- | ------ | ------------- | ---------- | -------- | ------------------------- | - | - |
| 1.  |        | Amadou Dia Ba | Сеул 1988. | Атлетика | 400 м препоне за мушкарце | − | м |

### Освојене медаље на ЗОИ
| Учешће и освојене медаље Сенегала на ЗОИ |                         |                         |                         |                         |                         |                         |                         |                         |                         |                         |
| ЗОИ                                      | Носилац заставе         | Учешће                  | Муш.                    | Жене                    | спорт.                  | Злато                   | Сребро                  | Бронза                  | Укупно                  | Пласман                 |
| 1984. Сарајево                           |                         | 1                       | 1                       | 0                       | 1                       | 0                       | 0                       | 0                       | 0                       |                         |
| 1988. Калгари                            | Сенегал није учествовао | Сенегал није учествовао | Сенегал није учествовао | Сенегал није учествовао | Сенегал није учествовао | Сенегал није учествовао | Сенегал није учествовао | Сенегал није учествовао | Сенегал није учествовао | Сенегал није учествовао |
| 1992. Албервил                           |                         | 2                       | 2                       | 0                       | 1                       | 0                       | 0                       | 0                       | 0                       |                         |
| 1994. Лилехамер                          | Lamine Guèye            | 1                       | 1                       | 0                       | 1                       | 0                       | 0                       | 0                       | 0                       |                         |
| 1998. Нагано                             | Сенегал није учествовао | Сенегал није учествовао | Сенегал није учествовао | Сенегал није учествовао | Сенегал није учествовао | Сенегал није учествовао | Сенегал није учествовао | Сенегал није учествовао | Сенегал није учествовао | Сенегал није учествовао |
| 2002. Солт Лејк Сити                     | Сенегал није учествовао | Сенегал није учествовао | Сенегал није учествовао | Сенегал није учествовао | Сенегал није учествовао | Сенегал није учествовао | Сенегал није учествовао | Сенегал није учествовао | Сенегал није учествовао | Сенегал није учествовао |
| 2006. Торино                             | Лејти Сек               | 1                       | 1                       | 0                       | 1                       | 0                       | 0                       | 0                       | 0                       |                         |
| 2010. Ванкувер                           | Лејти Сек               | 1                       | 1                       | 0                       | 1                       | 0                       | 0                       | 0                       | 0                       |                         |
| 2018. Пјонгчанг                          |                         |                         |                         |                         |                         |                         |                         |                         |                         |                         |
| 2014. Сочи                               |                         |                         |                         |                         |                         |                         |                         |                         |                         |                         |
| 2022. Пекинг                             |                         |                         |                         |                         |                         |                         |                         |                         |                         |                         |
| 2026. Милано и Кортина                   | предстојећи догађај     |                         |                         |                         |                         |                         |                         |                         |                         |                         |
| 2030. Француски Алпи                     | предстојећи догађај     |                         |                         |                         |                         |                         |                         |                         |                         |                         |
| 2034. Солт Лејк Сити                     | предстојећи догађај     |                         |                         |                         |                         |                         |                         |                         |                         |                         |
| Укупно (5)                               |                         | 6                       | 6                       | 0                       |                         | 0                       | 0                       | 0                       | 0                       |                         |

### Преглед учешћа спортиста Сенегала по спортовима и освојеним медаљама на ЗОИ
| Спорт          | Период | Период   | Укупно | Мушкарци | Жене | Злато | Сребро | Бронза | Укупно |
| Спорт          | Прво   | Последње | Укупно | Мушкарци | Жене | Злато | Сребро | Бронза | Укупно |
| -------------- | ------ | -------- | ------ | -------- | ---- | ----- | ------ | ------ | ------ |
| Алпско скијање | 1984   | 2010.    | 3      | 3        | 0    | 0     | 0      | 0      | 0      |

Разлика у горње две табеле у броју учесника (3 мушкарца), настала је у овој табели јер је сваки спотиста без обриза колико је пута учествовао на играма и у колико разних спортова на истим играма рачунат само једном